# NGC 6677
NGC 6677 (również PGC 62035 lub UGC 11290) – galaktyka spiralna (Sbc), znajdująca się w gwiazdozbiorze Smoka.
Odkrył ją Lewis A. Swift 8 czerwca 1885 roku. John Dreyer w swoim New General Catalogue skatalogował ją pod numerem NGC 6677. Identyfikacja obiektu NGC 6677, jak i sąsiedniego NGC 6679, również odkrytego przez Swifta, jest niepewna. Przyczyną tego jest niedokładność pozycji podanych przez odkrywcę oraz dyskusyjna interpretacja przez Dreyera trzech dokonanych przez Swifta obserwacji obiektów w tej okolicy. W rezultacie niektóre katalogi identyfikują te dwie galaktyki odwrotnie.